# Hugh Thomas
Hugh Thomas, Barão Thomas de Swynnerton (Windsor, 21 de outubro de 1931 – Londres, 6 de maio de 2017) foi um historiador e romancista britânico.

## Biografia
Thomas foi educado em Sherborne School, em Dorset, antes de obter o bacharelado em Artes no Queens' College, na Universidade de Cambridge, em 1953. Também estudou na Sorbonne, em Paris.
Seu livro The Spanish Civil War, publicado em 1961, ganhou o prêmio Somerset Maugham de 1962. Uma terceira edição, maior e significantemente revisada, foi lançada em 1977. Cuba, or the Pursuit of Freedom (1971) é um livro de aproximadamente mil e quinhentas páginas que trata sobre a história de Cuba, de colônia espanhola até a revolução de Fidel Castro. Thomas realizou pesquisas ao longo de dez anos para escrever tal livro.
De 1966 a 1975, foi professor de História na Universidade de Reading. Foi Diretor do Centro para Estudos Políticos em Londres (1979-1991) e um aliado da ex-primeira-ministra Margaret Thatcher. Em 1981, recebeu o título vitalício de Barão Thomas de Swynnerton, de Notting Hill, na Grande Londres.
Escreveu trabalhos políticos associados com a União Europeia, bem como histórias. Além disso, é autor de três romances.
Hugh Thomas era casado com Vanessa Jebb, filha do primeiro secretário-geral das Nações Unidas, Gladwyn Jebb.
Hugh Thomas é citado no livro 2666 de Roberto Bolaño. Na tradução brasileira do romance 2666,  "Tráfico de Escravos" é citado pelo personagem Antonio Jones (páginas 256 e 257).

## Trabalhos
- The Spanish Civil War (1961); 2° edição revisada (1977); 4° edição revisada (2003).
- Cuba or the Pursuit of Freedom (1971)
- Europe: the Radical Challenge (1973)
- An Unfinished History of the World (1979), publicado nos Estados Unidos como "A History of the World"
- Armed Truce (1986)
- Ever Closer Union (1991)
- Conquest: Montezuma, Cortés and the Fall of Old Mexico (1994)
- World History, The Story of Mankind from Prehistory to the Present (1996)
- Slave Trade (1997)
- Rivers of Gold (2003)
- El Imperio Español: de Colón a Magallanes, (2006), Planeta, ISBN 84-08-06683-8. Este livro é o primeiro de uma trilogía sobre o Imperio Español.
- Carta de Asturias, (2006), Gadir, ISBN 84-934748-8-6
- La conquista de México, (2007), Planeta, ISBN 84-08-07353-2
- Beaumarchais of Seville (2007)
- Yo, Moctezuma, emperador de los aztecas, (2007), Planeta, ISBN 84-08-07262-5
- Barreiros, el motor de España, (2007), Planeta, ISBN 84-08-06834-2
- Goya: el tres de mayo de 1808, (2008), Planeta, ISBN 84-08-08240-8
- El Imperio Español de Carlos V, (2010), Planeta, ISBN 9788408094609.  Segundo livro da trilogía sobre o Imperio Español.

## Prêmios
Lord Thomas ganhou o Prêmio Somerset Maugham (1962), o Prémio Nonino (2009), o Prêmio Boccaccio (2009), o Prêmio Gabarron(2008) e do Calvo Serer Prize (2009). O governo francês nomeou-o comandante da Ordem das Artes e Letras, em 2008, e ele recebeu a Grã-Cruz da Ordem de Isabel a Católica de Espanha, bem como Ordem da Águia Asteca mexicana.